# Bogujevac (miasto Prokuplje)
Bogujevac (cyr. Богујевац) – wieś w Serbii, w okręgu toplickim, w mieście Prokuplje. W 2011 roku liczyła 16 mieszkańców.